# Loreta albopunctata
Loreta albopunctata är en insektsart som beskrevs av Delong 1983. Loreta albopunctata ingår i släktet Loreta och familjen dvärgstritar. Inga underarter finns listade i Catalogue of Life.